# MELAS症候群
粒線體異常引發之肌肉病變、腦病變、乳酸中毒、中風症候群( Mitochondrial encephalopathy, lactic acidosis, and stroke-like episodes，MELAS ) 是一種粒線體疾病，于 1984 年提出。 这些粒線體疾病是完全从母系遗传的粒線體基因缺陷導致。 

## 病徵和症状
MELAS症候群可影响身体许多系统，尤其是神經與肌肉系統。大多數病人在兒童期就發病。病童的早期精神運動發展一般是正常的，但在 2 至 10 岁之间出现症状。雖然較少見，但如於嬰兒期發病，其可能表現包括发育迟缓、生长迟缓和进行性耳聋。年龄较大的儿童通常表现为反复发作的偏头痛般的头痛、厌食、呕吐和癫痫发作。患有 MELAS 的儿童也常較矮小。 
大多数病人體內的乳酸堆積，造成乳酸性酸中毒。血液酸性增加導致呕吐、腹痛、疲劳、肌肉无力、排便控制困難、呼吸困难。較少見的情況下，MELAS症候群患者可能出现不自主的肌肉痉挛（肌阵挛）、肌肉协调不良（共劑失调）、听力损失、心脏和肾脏问题、糖尿病、癫痫和荷尔蒙失衡。

## 鉴别诊断
某些病人的表现与Kearns-Sayre 症候群相似。  
MERRF（Myoclonus epilepsy associated with ragged red fibers ）的症狀與MELAS症候群類似，都有癫痫发作、心智恶化，而且切片檢查會發現肌肉有不整齊的紅纖維。 MERRF 患者也可能有听力损失、因视神经萎缩導致的视力障碍，以及和身材矮小。或許可以從 MERRF 的特征性肌阵挛发作缩小诊断范围，但仍应考虑以基因检测鑑別診斷这两种情况。 
Leigh 症候群病人也可能表现进行性神经功能恶化、癫痫发作和呕吐，主要发生在幼儿。 

## 遗传学

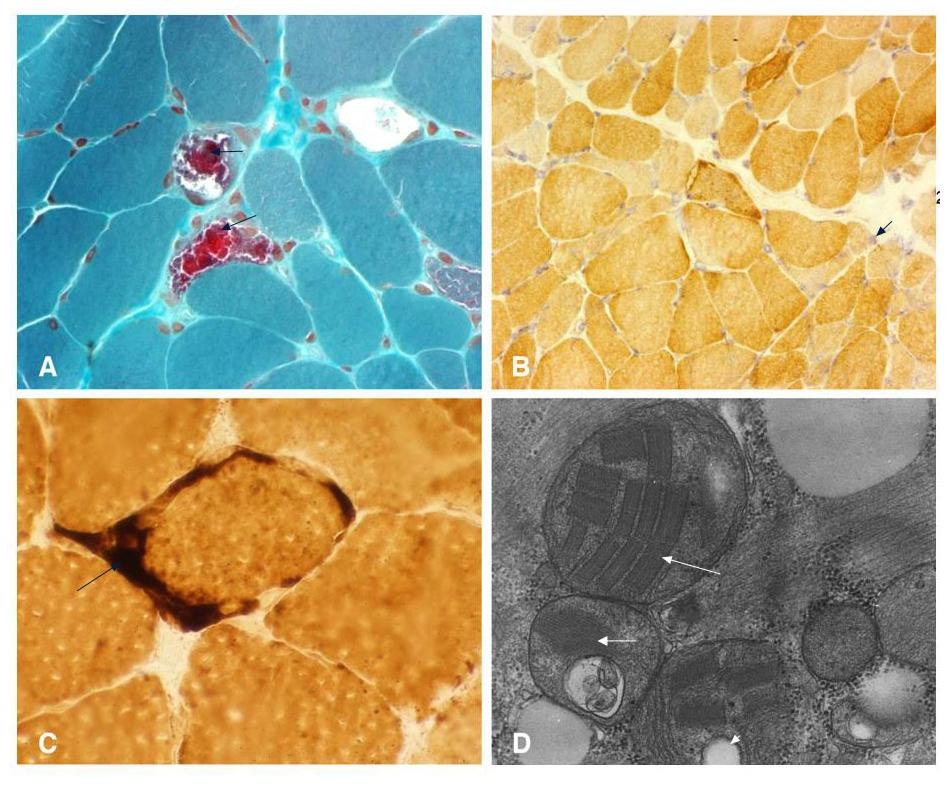
被诊断患有 MELAS 但没有已知突变的人的肌肉切片。 (a) 改良的Gomori 三色染色可見不整齊的红色纤维（箭头處）。 (b) 细胞色素 c 氧化酶染色显示染成淺色的第 1 型肌肉細胞與較深色的第 II 肌肉細胞，以及一些具有异常粒線體聚集的纤维（箭头處）。注意细胞色素 c 氧化酶阴性纤维通常乃见于MELAS症候群。 （ c ）琥珀酸脱氢酶染色，可見血管中有一些不整齐的蓝色纤维和深染的粒線體（箭头）。 （ d ）电子显微镜显示线粒体异常聚集，具有順晶内含物（paracrystalline inclusion箭头）、嗜锇内含物（大箭头）和粒線體液泡（小箭头）。

MELAS症候群主要由粒線體 DNA中的基因突变引起，但也可能由細胞核 DNA 突变引起。

### NADH脱氢酶
MELAS 症候群患者發生改變的一些基因（ MT-ND1 、 MT-ND5）乃編碼 NADH 脱氢酶（也称为复合物 I）的一部分蛋白質；NADH脫氫酶乃是將氧氣與單糖转化为能量的重要步驟元件。 

### 转運 RNA
其他基因（ MT-TH 、 MT-TL1和MT-TV ）编码專屬粒線體的轉運 RNA（ tRNA ）。
超过 80% 的 MELAS 病例是由MT-TL1突变引起的。這會削弱粒線體制造蛋白质、使用氧气和产生能量的能力。目前尚未确定粒線體 DNA 的变化如何导致 MELAS 的特定病徵與症状。

### 遺傳性
本症經粒線體遺傳；粒線體 DNA 中的基因將會遺傳給子代。子代的粒線體是來自於卵細胞而非精細胞，因此本症是經由母系遺傳的。粒線體疾病可能出现在一个家庭的每一代人中，可以影响男性和女性，但罹患粒線體疾病的父亲不会将該粒線體的遺傳特徵传给孩子。大多數患有 MELAS 症候群的病人是从母亲得到一個有問題的粒線體基因。較少見的是導因於粒線體基因的新突变，发生在没有 MELAS 家族史的族群中。

## 诊断
MRI：於腦皮質可見不同缺血變化階段的多處類似梗塞的区域，這些區域的分布不符合任何已知血管分布区域。最初的病变通常发生在枕叶或顶叶，最终犯及小脑、大脑皮层、基底神经节和丘脑。
血清和脑脊液中的乳酸水平常會升高。 MR 頻谱在受影响與未受影响的大脑区域都可能顯示乳酸的峰值升高。肌肉切片可見不整齐的红色纤维。不過應該要先进行基因评估，如此對於大多數的病人就不需要進行肌肉切片。诊断可以基於分子生物學檢查或依照臨床判斷：
- 40岁前的類似中风发作
- 伴有癫痫发作或失智的脑病變
- 血液乳酸性酸中毒*或肌肉切片發現不整齐的红色纤维

由于粒線體异质性，合併使用尿液和血液检测，优于单独血液检测。

## 治疗和预后
目前尚無治愈方法，病情會逐漸惡化最後造成病人死亡。  
治療基本上是針對各受損系統的症狀治療，曾使用的有酶、氨基酸、抗氧化剂和维生素。
以下补充剂也可能有所帮助：
- 輔酶Q10对一些 MELAS 患者有帮助。 [10]烟酰胺也曾被使用，因為在電子傳遞鍊裡面，复合物 l 接受来自NADH电子，最终将电子转移到 CoQ10。
- 核黄素據稱可改善复合物 l 不足和 3250T-C 突变患者的功能。 [11]
- 在急性期與發作間期使用 L-精氨酸可能可以减少由于一氧化氮耗尽所导致的脑内动脉血管舒张受损。 [12] [13]

## 流行病学
MELAS 症候群的确切发病率尚不清楚。 它是粒線體疾病中较常见的疾病之一。 大约每 4,000 人中就有 1 人患有粒線體疾病。 